# 猛獁泉 (伊利諾伊州)
猛獁泉（英語：Mammoth Spring）是位於美國伊利諾伊州杜佩奇縣的一個水體。該地的面積和人口皆未知。

## 地理
猛獁泉的座標為41°51′16″N 87°56′56″W / 41.85444°N 87.94889°W，而該地的平均海拔高度為201米（即659英尺）。